# Richlandtown
Richlandtown es un borough ubicado en el condado de Bucks en el estado estadounidense de Pensilvania. En el año 2000 tenía una población de 1,283 habitantes y una densidad poblacional de 1,943.7 personas por km².

## Geografía
Richlandtown se encuentra ubicado en las coordenadas 40°28′23″N 75°1′17″O / 40.47306, -75.02139.

## Demografía
Según la Oficina del Censo en 2000 los ingresos medios por hogar en la localidad eran de $45,652 y los ingresos medios por familia eran $49,423. Los hombres tenían unos ingresos medios de $31,974 frente a los $25,625 para las mujeres. La renta per cápita para la localidad era de $19,322. Alrededor del 3.6% de la población estaba por debajo del umbral de pobreza.